# 登花殿
登花殿，為天皇御所內的後宮七殿之一。
位於弘徽殿北、貞觀殿西，東側稍遠是襲方舍，（別稱雷鳴壺）和凝華舍（別稱梅壺），一般作為地位較高的女御宮室。